# Agostino Mainardi
Agostino Mainardi, riportato anche come Mainardo (Caraglio, 1482 – Chiavenna, 31 luglio 1563), è stato un teologo e pastore protestante italiano.

## Biografia
Frate agostiniano, nel 1509 era nel convento di Firenze, nel 1514 in quello di Siena e nel 1515 a Pavia, dove nel 1517 divenne priore del convento di Sant'Agostino e nel 1531 ottenne la cittadinanza insieme con le sorelle Andreina e Margherita. Ad Asti, nel 1532, ebbe un contrasto dottrinale con un altro frate, nel corso del quale espresse concezioni non ortodosse sul peccato originale, la grazia e la predestinazione, così da essere ripreso dal vescovo Scipione Roero e poi dal maestro del Sacro palazzo pontificio, il domenicano Tommaso Badia. Non furono presi provvedimenti nei suoi confronti, perché furono accettate le sue giustificazioni, fondate sulla Scrittura, e il 28 settembre del 1535 fu riabilitato da un breve di papa Paolo III.
Tuttavia, il Mainardi continuò a propagandare segretamente le sue dottrine protestanti. Divenuto priore del convento pavese di Santa Mostiola, convertì alle sue tesi il nobile Galeazzo da Trezzo ed ebbe frequenti contatti con il professore dello Studio di Pavia Celio Secondo Curione e con gli agostiniani Ambrogio Cavalli, Giulio Della Rovere e Ortensio Lando.
Per la quaresima del 1538 Mainardi fu inviato a Roma, e nella predica tenuta nella chiesa di Sant'Agostino furono colte valutazioni filo-protestanti sui temi delle indulgenze e della giustificazione per fede, ma la polemica suscitata non ebbe conseguenze e in giugno, nel capitolo generale dell'Ordine tenuto a Verona, Mainardi fu nominato vicario del convento pavese di Sant'Agostino. Predicò ancora a Venezia durante la quaresima del 1540 e a Milano nel 1541, ma questa volta il governatore Alfonso d'Avalos ravvisò nelle sue prediche diverse eresie e ordinò il suo arresto, cui Mainardi si sottrasse il 13 giugno fuggendo a Tirano, in Valtellina.
Pochi mesi dopo Mainardi dovette lasciare Tirano su ordine del vescovo di Como, Cesare Trivulzio, stabilendosi a Chiavenna, che allora faceva parte della Repubblica delle Tre Leghe e dove già si era formata una comunità protestante, e il signore del luogo, Ercole Salis, lo prese sotto la sua protezione, nominandolo pastore e affidandogli la chiesa di Santa Maria del Paterino quale luogo di culto. Intanto il generale Girolamo Seripando, il 24 febbraio 1542 lo espelleva dall'Ordine agostiniano.
A Chiavenna il Mainardi dovette confrontarsi con le posizioni teologiche radicali di Camillo Renato, che negava ogni significato al battesimo e all'eucaristia, laddove Mainardi, seguendo lo Zwingli, ne difendeva il mero valore simbolico. Anche contro un altro esule italiano, Francesco Stancaro, che invece sosteneva che i due sacramenti avevano il valore di rimettere i peccati, egli affermava il significato dei sacramenti quali segni che confermano la fede e le promesse divine.
Il sinodo dei pastori zurighesi diede ragione al Mainardi, ma questi fu ancora attaccato dal Renato nel perduto scritto Errores, ineptiae, scandala, contradictiones Augustini Mainardi, contro il quale Mainardi ricorse all'autorità di Heinrich Bullinger perché ne condannasse i principi. Nel dicembre del 1549 fu organizzato un incontro tra Mainardi e Camillo Renato, al termine del quale i teologi di Zurigo diedero torto al Renato.
Le dottrine del Mainardi sono riassunte in alcuni suoi scritti. Nel Trattato dell'unica e perfetta satisfattione di Cristo ribadisce la centralità della figura di Cristo, il cui sacrificio ha da sé solo redento l'umanità. A nulla servono le opere umane e il culto dei santi, e il purgatorio non esiste, essendo un'invenzione per giustificare le indulgenze della Chiesa cattolica. Una seconda opera attribuitagli, Il vero ordine di pregare e di confessarsi a Dio solo con il modo di vivere il matrimonio, sembra perduta, mentre il successivo Uno pio e utile sermone della gratia di Dio nega valore alle opere ai fini del conseguimento della salvezza.
Nel 1550 Mainardi aveva scritto in latino l'Anatomia missae, che sembra però essersi perduta. Esiste tuttavia una sua rielaborazione in italiano, l'Annatomia della messa, del 1552, attribuita a Pietro Paolo Vergerio. L'«anatomia» consiste nell'analisi delle parole pronunciate dal celebrante durante il rito della messa, della quale si contesta il significato, fino a concepirla come opera dell'Anticristo. Un altro scritto, il Sermone del sacramento della eucharestia, forse composto dopo le dispute con il Renato, torna sul tema dell'eucaristia, negando che Cristo sia realmente presente nel pane e nel vino della Santa cena, come sostenuto invece da cattolici e luterani.

## Scritti
- Anatomia missae, 1550
- Trattato dell'unica e perfetta satisfattione di Cristo nel qual si dichiara e manifestamente per la parola di Dio si pruova che sol Christo ha satisfatto per li peccati del mondo, 1551
- Il vero ordine di pregare e di confessarsi a Dio solo con il modo di vivere il matrimonio, 1551
- Uno pio e utile sermone della gratia di Dio, contra li meriti umani, 1552
- Sermone del sacramento della eucharestia, 1552